# Pedro de Andino
Pedro de Andino fue un rejero, arquitecto y escultor presumiblemente castellano activo en la primera mitad del siglo XVI. 
Sobre su trabajo, se sabe que realizó una reja para la librería de la catedral de Sevilla en 1527, que no se conserva.
Algunos autores le consideran el progenitor y maestro de Cristóbal de Andino, uno de los mayores exponentes de la rejería renacentista española. De ser cierto, sería hermano de Francisco de Andino, ya fallecido en 1543, marido de Beatriz López, vecinos de Valladolid, y padres de Andrés de Andino, batidor de oro, a cuyas hijas legó el rejero Cristóbal de Andino ciertas cantidades en su testamento. Se les considera oriundos de la zona de Burgos, del lugar de Andino. En relación con Cristóbal de Andino aparece el pintor Pedro de Andino, nacido hacia 1497, que probablemente sea pariente del pintor Juan de Andino, afincado en Cabreros del Monte (Valladolid). Declaró en 1537 siendo vecino de Medina de Rioseco (Valladolid) en el pleito que Cristóbal tuvo con Fadrique Enríquez de Velasco, Almirante de Castilla, por una obra que estaba haciendo en el convento de san Francisco de Medina de Rioseco.